# Germán Tjarks
Germán Otto Emilio Tjarks (Heidelberg, Alemania, 10 de noviembre de 1926 - Texas, Estados Unidos, 15 de mayo de 1997) fue un historiador alemán que se formó en los Estados Unidos y llevó adelante la docencia y la investigación en la Argentina y en Costa Rica.

## Biografía
Era hijo de Hermann Tjarks, quien vivió en la Argentina, donde fundó el Deutsche La Plata Zeitung, diario de la comunidad alemana de Buenos Aires, de orientación conservadora, y que posteriormente se había trasladado de regreso a Alemania. Nacido en Heidelberg, estado de Baden-Wurtemberg, el poco después del establecimiento del nazismo,su padre a emigró con su familia a la Argentina, donde el niño cursó sus estudios escolares. Se doctoró en 1958 en la Facultad de Filosofía y Letras de la Universidad de Buenos Aires. Fue profesor en distintas escuelas secundarias de la capital argentina y posteriormente de la Universidad de Buenos Aires. Fue becario del Conicet.
Entre 1956 y 1958 fue jefe de traductores e intérpretes de la Presidencia de la Nación, hasta 1963 fue jefe de investigaciones históricas del Museo de la Casa de Gobierno. A mediados de los años 1960 se exilió en los Estados Unidos, donde inicialmente trabajó como taxista y mesero, hasta lograr establecerse como docente en el Departamento de Estudios Latinoamericanos de la Universidad de Nuevo México.
Entre 1975 y mediados de los años 1980, Tjarks vivió en Costa Rica, donde se casó con una mujer local y fue docente en la Universidad Nacional. Es especialmente recordado en ese país como fundador de la Revista de Historia. Posteriormente se estableció en Texas, donde falleció en 1997.

## Obra historiográfica
Libros
- Juan Larrea y la defensa de los naturales (1958)
- Manuel Belgrano, el precursor de nuestra riqueza agraria (1960)
- William Walton y el proceso propagandista en la emancipación americana (con Alicia Vidaurreta de Tjarks, 1960)
- El comercio inglés y el contrabando; nuevos aspectos en el estudio de la política económica en el Río de la Plata (1807-1810) (1962)
- El Consulado de Buenos Aires y sus proyecciones en la historia del Río de la Plata (1962)
- Las elecciones salteñas de 1876 (1965)

Artículos
- «Dorrego y la guerra con el Brasil». Boletín de la Academia Nacional 36 (2): 445-485. 1964.
- «Nueva luz sobre el origen de la Triple Alianza». Revista histórica (1): 129-171. 1977.